# Dones de Dinamarca
El caràcter actual i l'estatus històric de la dona a Dinamarca ha estat influenciat per la seva pròpia participació en els moviments de dones i participació política en la història de Dinamarca. La seva empremta es pot veure en els camps de la política, el sufragi femení i la literatura, entre d'altres.

## Història
L'estatus legal, civil i cultural de les dones en la societat prehistòrica durant l'Edat de pedra, l'Edat del bronze i l'Edat del ferro a Escandinàvia és una cosa fosca, però de fonts de l'era dels vikings sabem que les dones eren relativament lliures, en comparació amb els homes, com les societats contemporànies i la baixa edat mitjana.
Amb la introducció gradual del catolicisme a Escandinàvia a principis de l'Edat mitjana, els drets de les dones van ser cada vegada més regulats i restringits. Durant l'edat mitjana, els drets legals de les dones a Dinamarca estaven regulats per les lleis del comtat, els landskabslovene de segle xiii i, per tant, variaven una mica entre els diferents comtats; però, una dona casada estava generalment sota la tutela de seu cònjuge. Tant els fills com les filles tenien dret a l'herència, encara que les germanes heretaven la meitat de la porció d'un germà. Les ciutats estaven regulades per les seves pròpies lleis. A excepció de les vídues, que heretaven el dret al comerç del seu difunt cònjuge, a les dones no se les permetia pertànyer als gremis, que monopolitzaven la majoria de les professions a les ciutats; però, en la pràctica, era molt comú que les dones, casades o no, que se li concedís una dispensa per administrar un negoci menor pel bé del seu propi suport i esdevenir una købekone (dona de negocis), un costum que va continuar fins que a les dones se les van atorgar els mateixos drets que els homes en el comerç el 1857.
El Codi civil de 1683 (Christian 5.s Danske Lov, també promulgat a la província danesa de Noruega com a Codi Civil de 1687 o Christian Vs Norske Lov), definia a totes les dones solteres independentment de l'edat com a «menors sota la tutela dels seus més propers parent masculí» i una dona casada com a «sota la tutela del seu cònjuge», mentre que només les vídues eren legalment considerades «majors d'edat». Aquest codi va estar vigent fins al segle xix; el 1857, les dones solteres van ser reconegudes legalment com a «majors d'edat», mentre que les dones casades van rebre el mateix dret el 1899.

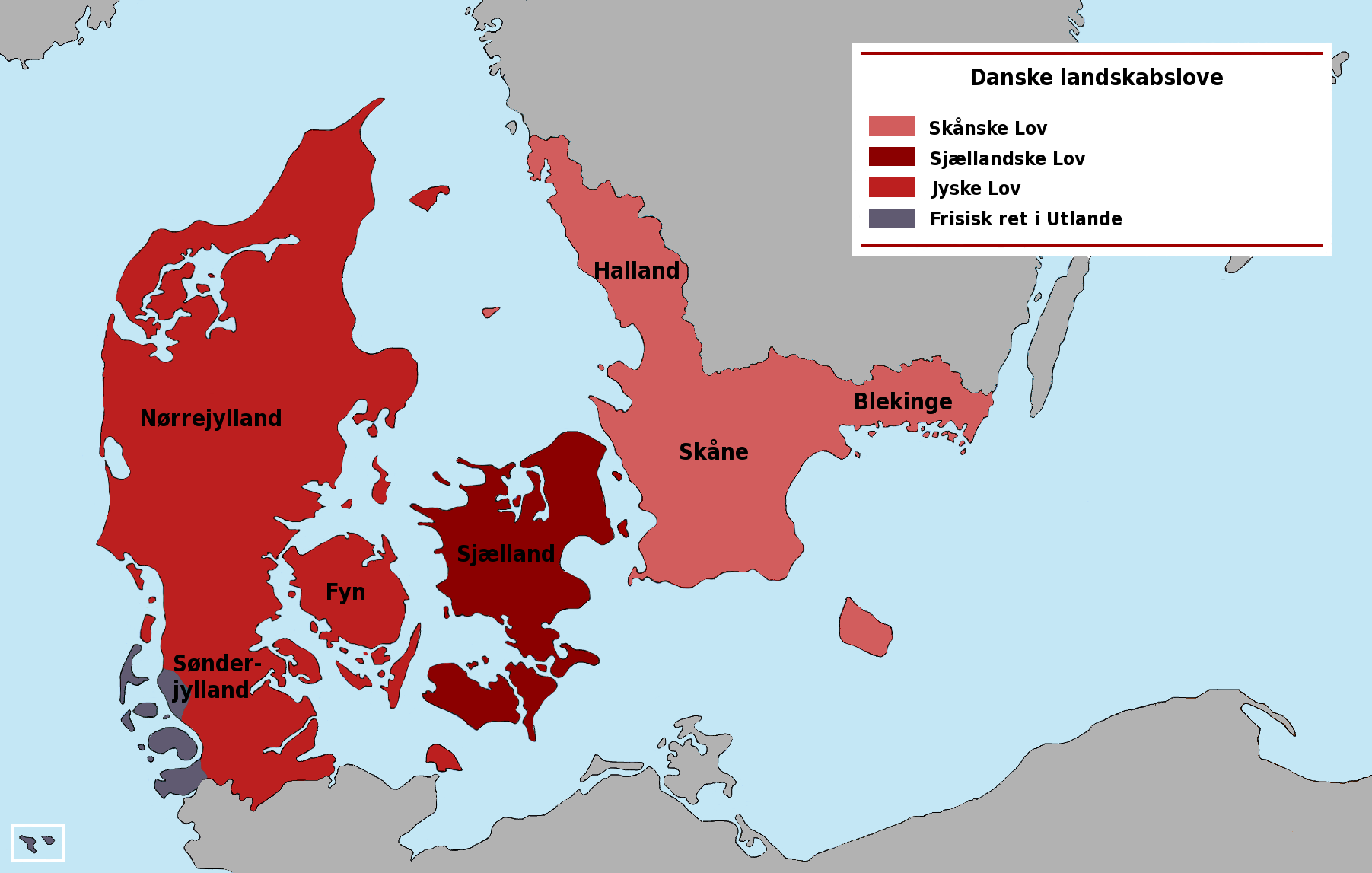
Abans de l'adopció del Codi civil de 1683 danès, cada landskab tenia el seu propi codi legal, excepte l'Uthlande (en gris) que seguia la Lex Frisionum
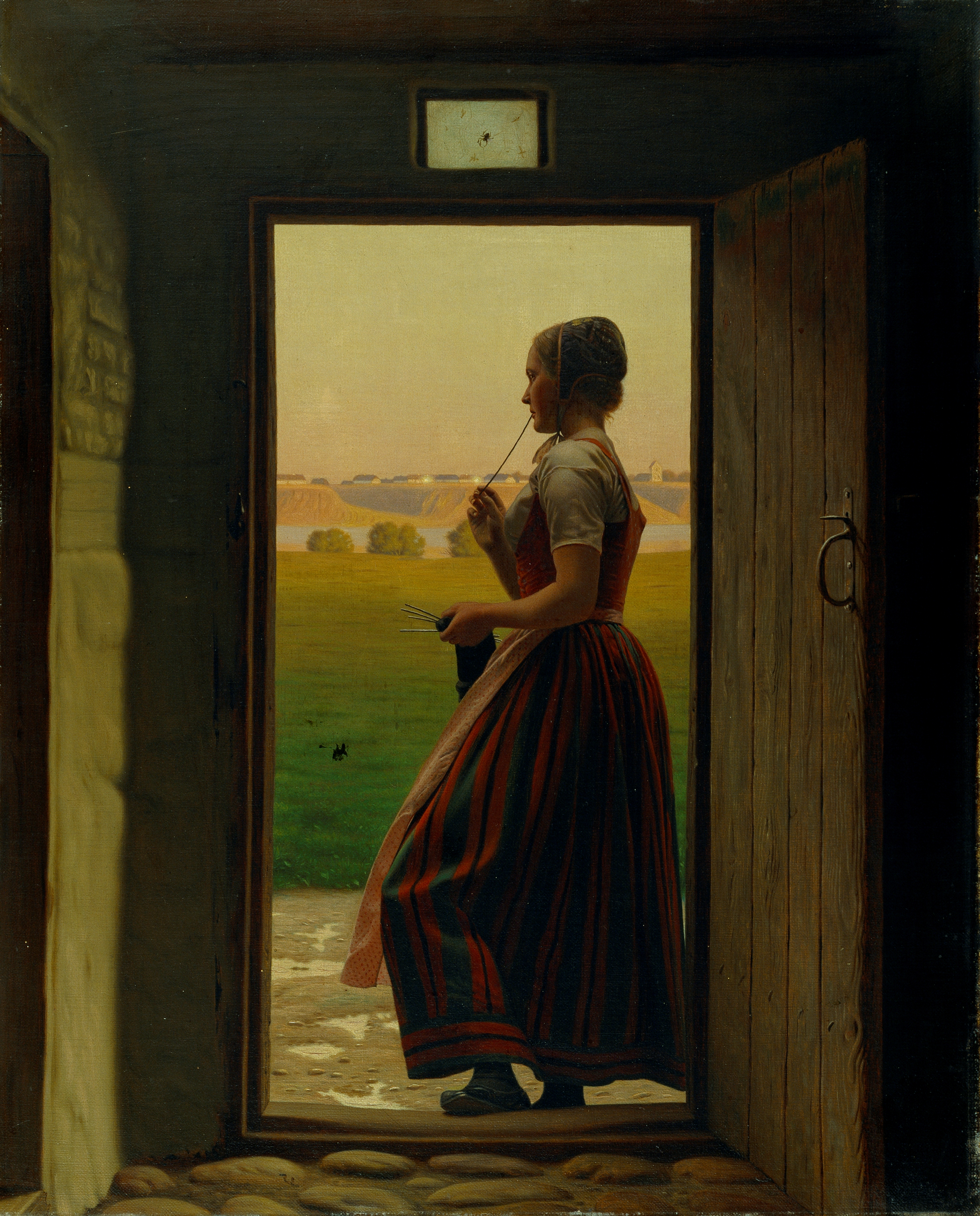
Em pregunto si vindrà?. Quadre de Christen Dalsgaard, 1879
Interior amb la filla de la pintor Helga Sewing. Quadre d'Anna Ancher, 1890

Les nenes van ser incloses com a alumnes en el primer intent d'un sistema públic d'escoles primàries el 1739, tot i que aquest intent no es va realitzar completament fins al 1814. Des de la dècada del 1780, es van establir escoles d'educació secundària per a dones a la capital, Copenhaguen, tot i que les només es permetia ensenyar a noies o nois molt petits. Una de les primeres escoles per a dones de qualsevol mena va ser la Døtreskolen af 1791 i, a la dècada del 1840, es van estendre escoles per a noies fora de la capital i es va establir una xarxa d'escoles de nenes d'educació secundària a Dinamarca. El 1875 es va donar accés a les dones a l'ensenyament universitari. A la llei d'accés reformada del 1921, es donava formalment a les dones accés a totes les professions i càrrecs de la societat, a excepció d'alguns càrrecs militars i clericals, i el càrrec de jutgessa (concedit el 1936).

## Els moviments de dones
Ha hagut dos períodes importants del moviment femenista a Dinamarca. El primer va ser del 1870 al 1920, i el segon va ser del 1970 al 1985.
El primer moviment de dones va ser liderat per la Dansk Kvindesamfund (Societat de dones daneses). Line Luplau va ser una de les dones més notables en aquesta època. Tagea Brandt també va formar part d'aquest moviment i, en honor seu, es va establir Tagea Brandt Rejselegat o (La bossa de viatge). Els esforços de la Dansk Kvindesamfund com a grup líder de dones per a dones van conduir a l'existència de la revisada Constitució danesa de 1915, que va donar a les dones el dret de vot i la provisió de lleis d'igualtat d'oportunitats durant la dècada del 1920, que van influir en les mesures legislatives actuals per concedir a les dones l'accés a l'educació, el treball, els drets matrimonials i altres obligacions.

Després del Congrés Internacional de Dones celebrat a La Haia el 1915, es va establir a Dinamarca la Danske Kvinders Fredskæde (Cadena de pau de dones daneses). Va demanar que les dones prestessin un suport més actiu a la pau un cop acabada la Primera Guerra Mundial.

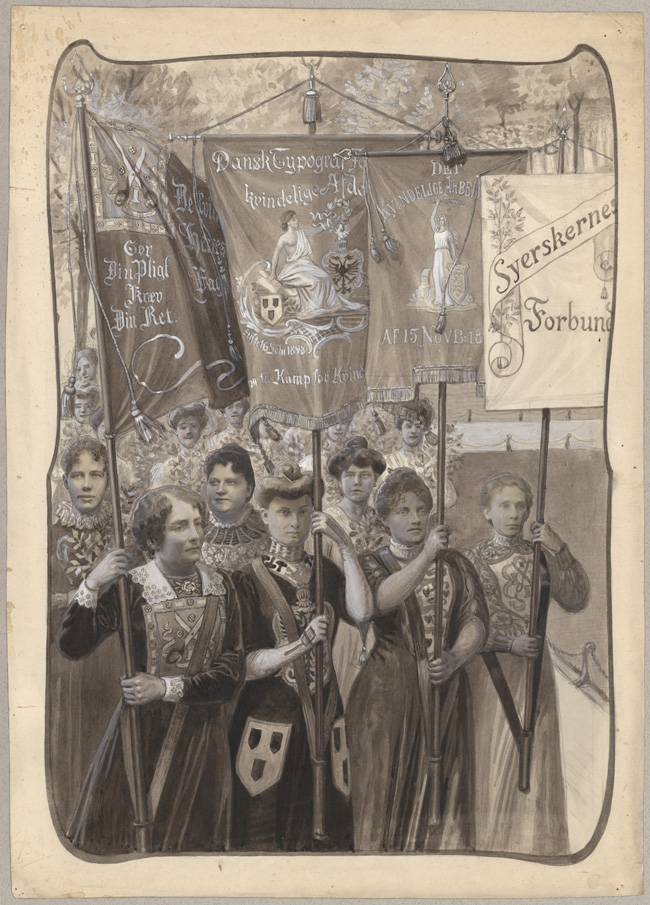
Henriette Crone (1874-1933), secretària del partit socialdemòcrata
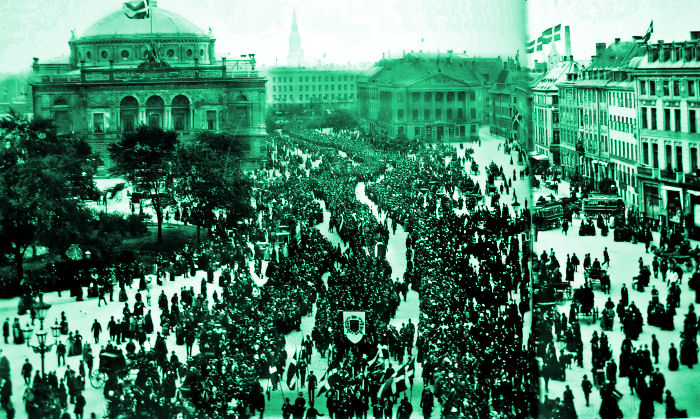
Marxa de dones daneses a Christiansborg (llavors Kongens Nytorv) el 5 de juny de 1815. La marxa estava dirigida per Jutta Bojsen-Møller i Matilde Bajer, del Dansk Kvindesamfund (Societat de dones daneses)
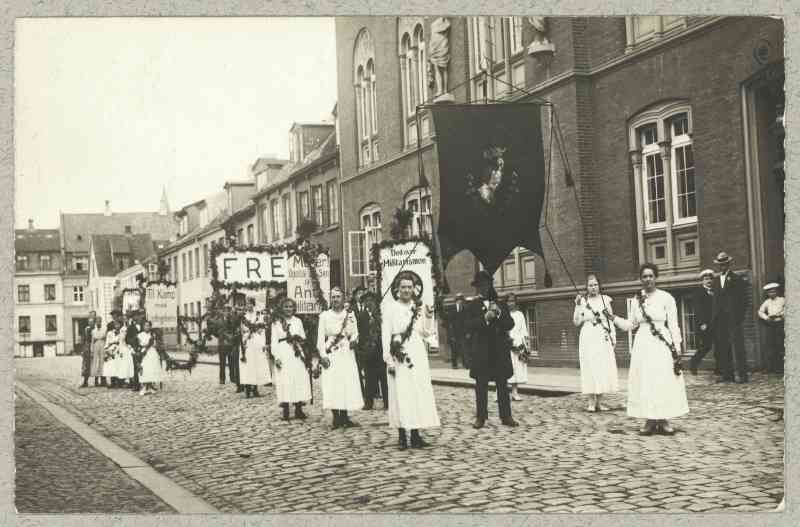
Primera manifestació de pau de dones daneses, organitzada per la Danske Kvinders Fredskæde, 1915

La segona onada de moviment femení es va organitzar amb el Rødstrømpebevægelsen (El moviment de mitja vermella). L'esforç va conduir al «feminisme institucionalitzat» (gestionat directament pel govern danès) i a la «incorporació de la igualtat d'oportunitats» entre els homes i les dones daneses.
Entre les dones daneses destacades hi havia Matilde Bajer, qui (junt amb el seu marit Fredrik Bajer) va fundar la Dansk Kvindesamfund (Societat de dones daneses) el 1871, una de les organitzacions de drets de les dones més antigues del món. Una altra dona danesa notable va ser Lise Nørgaard (n. 1917), autora i periodista danesa durant les dècades del 1930 i 1940. Va ser autora de llibres autobiogràfics com Kun en pige (Només una noia, 1992) i De sendte en dame (Van enviar una dama, 1993). Una altra dona danesa notable va ser Line Luplau, que va assolir la fama nacional el 1887, quan va donar suport a la causa de concedir a les dones el vot durant les eleccions locals.

## El sufragi femení
Les daneses van obtenir el dret a vot el 5 de juny de 1915.
La Dansk Kvindesamfund (Societat de dones daneses, DK) va debatre i va donar suport informal al sufragi femení a partir del 1884, però no el va donar suport públicament fins al 1887, quan va donar suport a la proposta del parlamentari Fredrik Bajer de concedir el sufragi municipal a les dones. El 1886, en resposta a l'actitud excessivament percebuda de la DK en la qüestió del sufragi femení, Matilde Bajer va fundar la Kvindelig Fremskridtsforening (KF, Associació Progrès de les Dones, 1886-1904) per tractar exclusivament el dret al sufragi, tant a les eleccions municipals com a les nacionals, i el 1887, les dones daneses van exigir públicament el dret al sufragi femení per primera vegada a través de la KF. Tanmateix, com que la KF estava molt relacionada amb els drets dels treballadors i l'activitat pacifista, la qüestió del sufragi femení de fet no es va prestar tota l'atenció, cosa que va conduir a l'establiment del moviment estrictament creat per al sufragi femení, Kvindevalgretsforeningen (KVF, Associació pel sufragi femení, 1889-1897). El 1890, la KF i la KVF es van unir amb cinc sindicats de treballadores per fundar la De samlede Kvindeforeninger (Associació total de dones) i, mitjançant aquest formulari, es va organitzar una campanya activa per al sufragi femení mitjançant agitació i manifestació. Tanmateix, després d'haver-se trobat amb una resistència compacta, el moviment sufragista danès gairebé es va interrompre amb la dissolució de la De samlede Kvindeforeninger el 1893.

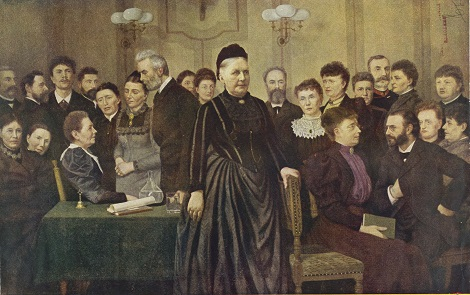
Line Luplau vista en primer pla al retrat del gran grup de la seva filla, Marie Luplau, Dels primers dies de la lluita pel sufragi de les dones, 1897
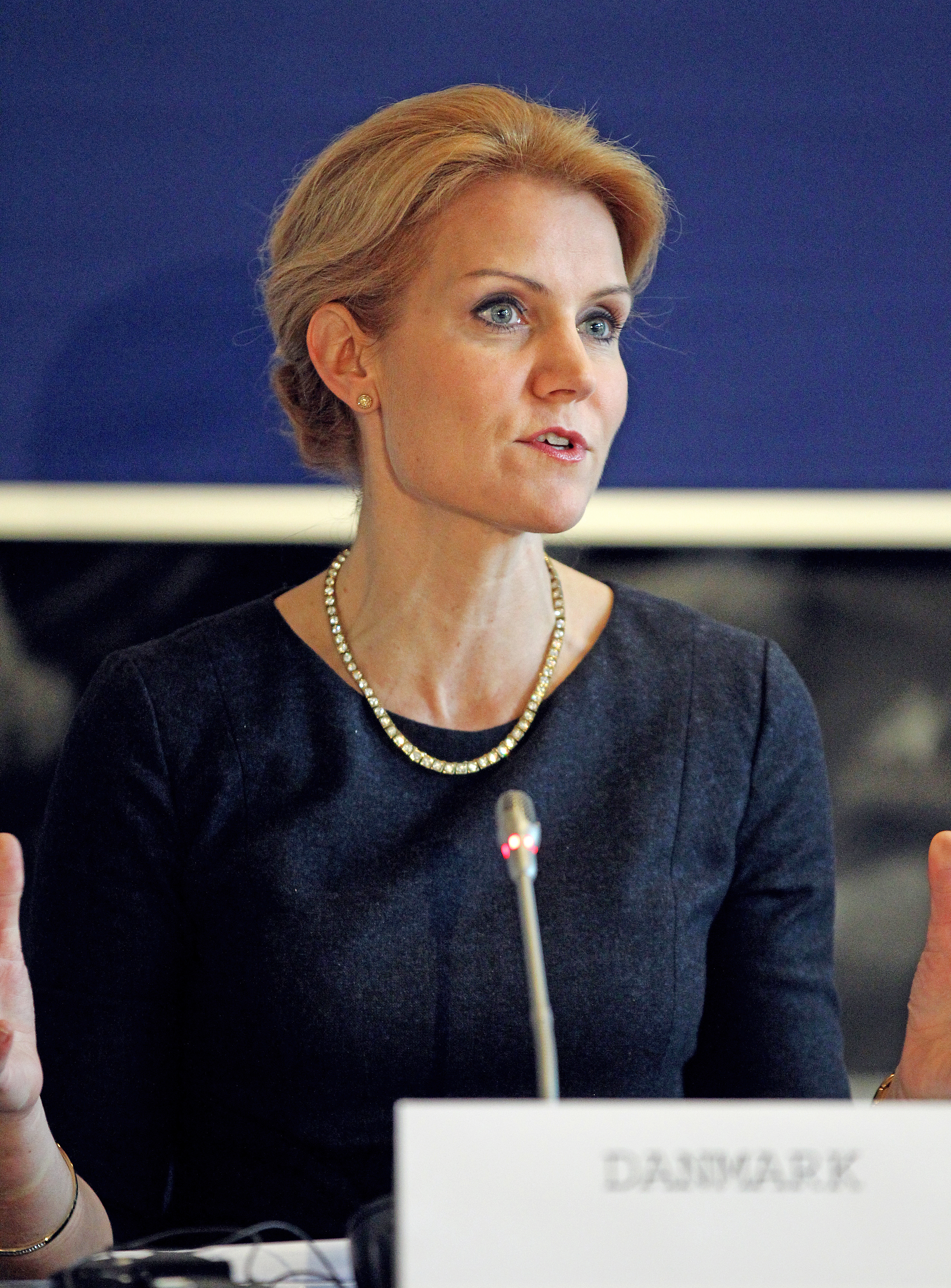
Helle Thorning-Schmidt, Primera Ministra de Dinamarca entre 2011 i 2015

El 1898 es va fundar una organització paraigua, la Danske Kvindeforeningers Valgretsforbund (DKV, Comité de societats de dones daneses sufragistes) que va formar part de l'Aliança Internacional de Dones.
El 1907, la Landsforbundet for Kvinders Valgret (LKV, Associació Nacional per al Sufragi de les Dones) va ser fundada per Elna Munch, Johanne Rambusch i Marie Hjelmer en resposta a la que consideraven l'actitud massa acurada de la Dansk Kvindesamfund (Societat de dones daneses). La LKV es va originar en una associació de sufragi local de Copenhaguen i, igual que la seva rival LKV, va organitzar amb reeiximent altres associacions locals d'aquest tipus a nivell nacional.
Les dones van guanyar el dret a vot a les eleccions municipals del 20 d'abril de 1908. Tot i això no va ser fins al 5 de juny de 1915 que se les va permetre votar a les eleccions del Rigsdag (parlament danès entre 1849 i 1953).

## Nomenaments parlamentaris i eleccions
El 1918, un total de dotze dones daneses van ser elegides al parlament danès. Quatre d'aquestes dones van ser elegides a la Cambra Baixa (coneguda com a Folketinget), mentre que vuit daneses van ser elegides a la Cambra Alta (coneguda com a Landstinget).
El 1924, Nina Bang es va convertir en la primera dona ministra de Dinamarca, convertint Dinamarca en el segon país del món en tenir una ministra.
Jytte Anderson va ser ministra d'Ocupació del 1993 al 1998. El 1998, Anderson va ser nomenada primera ministra de Construcció i Habitatge. El 1999, Andersen va ser nomenada primera ministra danesa d'igualtat de gènere el 1999.
Posteriorment, el percentatge de dones als governs de Dinamarca ha augmentat generalment, i el 2000 va assolir un 45%.
La primera alcaldessa danessa va ser Eva Madsen, qui es va convertir en alcaldessa de Stege el 1950.
La primera danesa cap d'Estat (Statsminister) va ser Helle Thorning-Schmidt, qui va esdevenir primera ministra el 2011.

## La vida familiar
La cultura danesa és en gran part irreligiosa, sobretot quan es tracta de dogmes religiosos, i això també es reflecteix en la vida social quotidiana, inclosa la cultura familiar. Com en molts altres països occidentals, la connexió entre el naixement i el matrimoni dels fills s'ha vist així debilitada significativament des de la meitat del segle xx. A partir del 2016, el 54% dels naixements eren de dones solteres.
Durant les dècades de 1960 i 1970, Dinamarca va ser un dels primers països europeus a canviar les seves normes socials cap a l'acceptació de la convivència i les mares solteres, en un moment en què això encara es considerava inacceptable a moltes altres parts del continent.

## Sexualitat i drets reproductius
La taxa de mortalitat materna a Dinamarca és de 12 defuncions / 100.000 naixements vius (2010). Tot i que això és baix segons els estàndards internacionals, és superior al de molts altres països occidentals i ha augmentat en els darrers anys.
Les lleis sobre l'avortament es van liberalitzar el 1973, cosa que va permetre fer el procediment a petició durant les primeres dotze setmanes i en circumstàncies específiques en les etapes posteriors de l'embaràs.
La taxa de VIH / SIDA a Dinamarca és del 0,2% dels adults (de 15 a 49 anys) (estimacions del 2009).

La taxa total de fecunditat a Dinamarca és d'1,73 naixements vius (estimacions del 2014), que, encara que per sota de la taxa de reposició, és una de les més altes d'Europa.

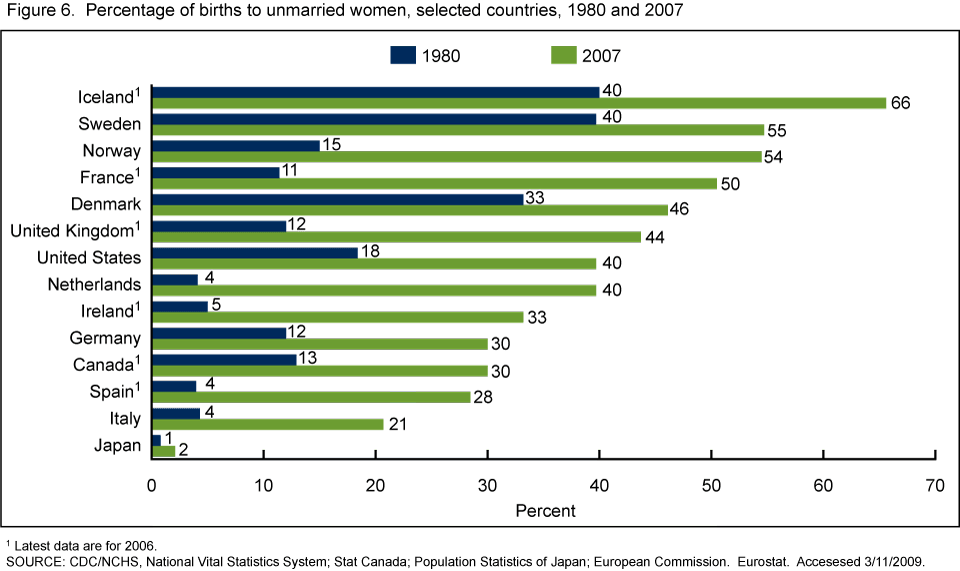
Percentatge de naixements de dones solteres, en països seleccionats, inclosos Dinamarca, 1980 i 2007.[14] El 1980, Dinamarca ja tenia un percentatge elevat (en comparació amb la majoria dels altres països) de naixements fora del matrimoni
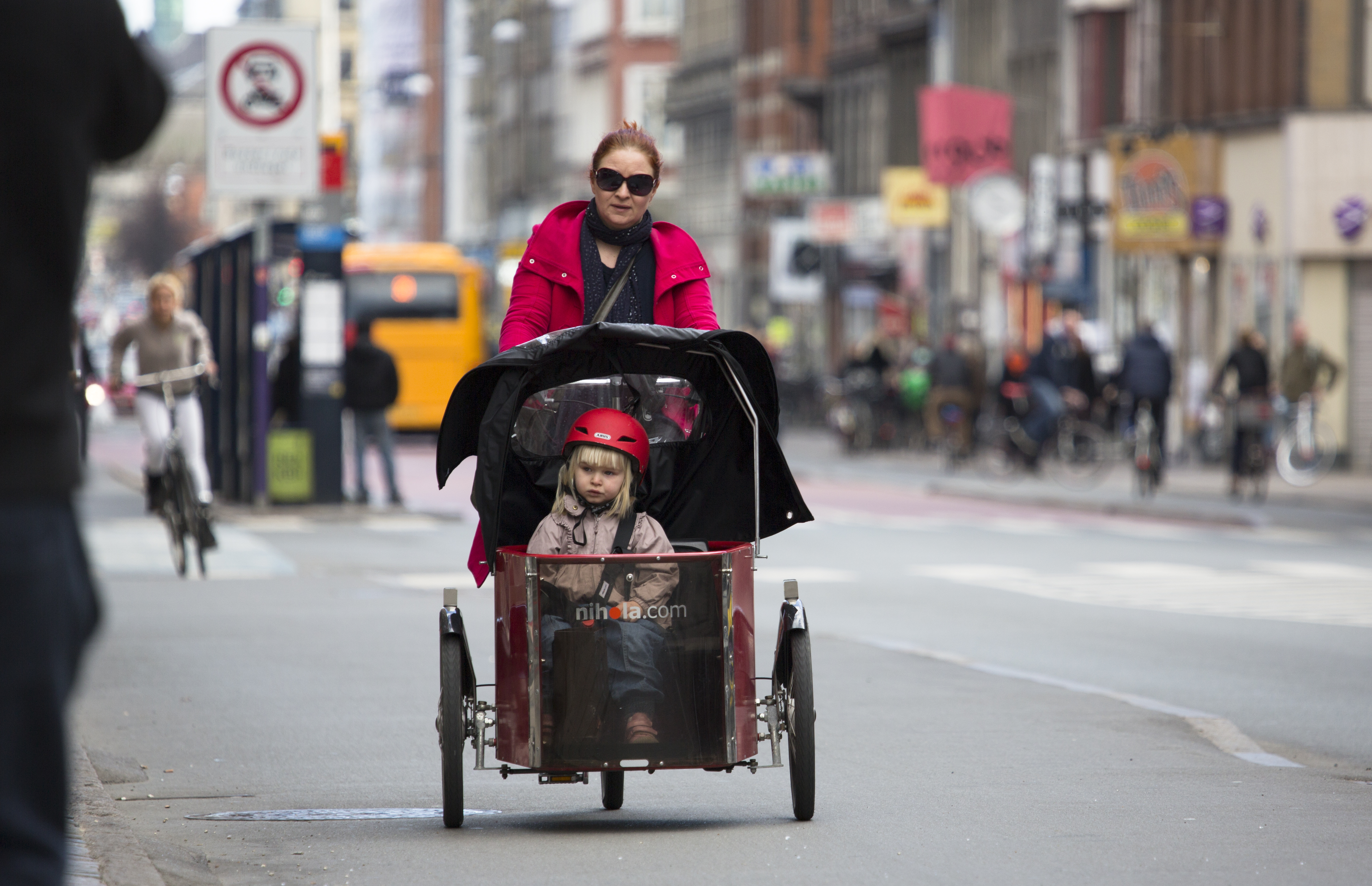
Dona amb una nena a Copenhaguen
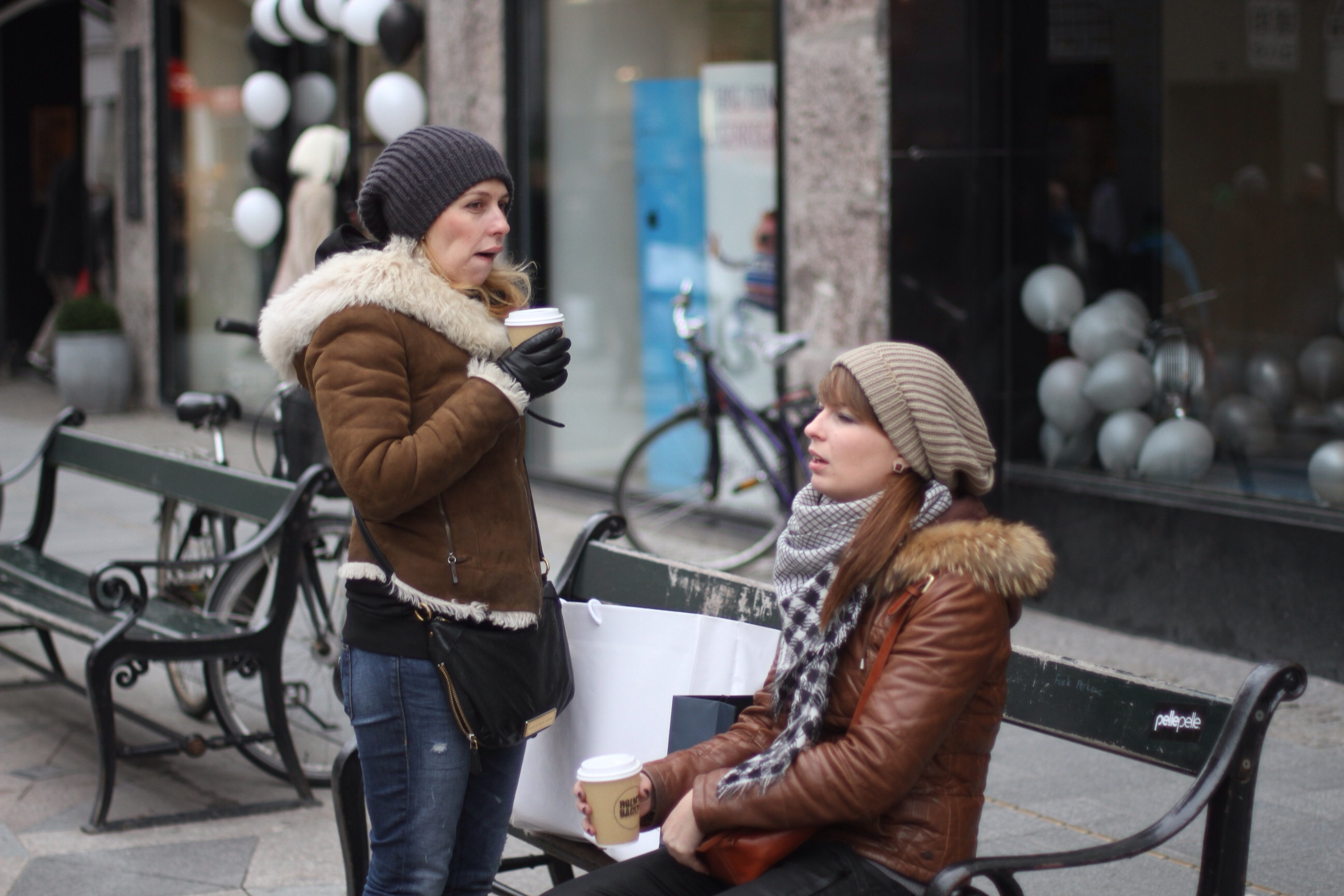
Dues joves daneses a Copenhaguen, 2011

Dinamarca preveu l'educació sexual a les escoles. L'edat de consentiment sexual a Dinamarca és als 15 anys.
Dinamarca té la reputació de ser «oberta» pel que fa a la sexualitat, potser a causa de factors històrics, com ara ser el primer país a abolir la censura i legalitzar la pornografia el 1967. No obstant això, avui la indústria de la pornografia danesa és mínima en comparació amb molts altres països, amb una producció a gran escala de pornografia traslladada a altres països.

## Violència de gènere
Les qüestions de la violència contra les dones i la violència domèstica són controvertides; segons un estudi del 2014 publicat per l'Agència Europea de Drets Fonamentals, Dinamarca tenia la taxa de prevalença més alta de violència física i sexual contra les dones a Europa. Dinamarca també ha rebut dures crítiques per lleis inadequades en matèria de violència sexual en un informe de 2008 elaborat per Amnistia Internacional, que descrivia les lleis daneses com «incompatibles amb els estàndards internacionals de drets humans». Això va fer que Dinamarca reformés la seva legislació sobre delictes sexuals el 2013. Dinamarca també ha ratificat el Conveni del Consell d'Europa sobre la prevenció i la lluita contra la violència envers les dones i la violència domèstica.
En una enquesta de l'Eurobaròmetre del 2010 sobre violència contra les dones es va trobar que les actituds de culpa de les víctimes solien ser habituals a Dinamarca: el 71% dels danesos estava d'acord amb l'afirmació que el «comportament provocador de les dones» era una causa de violència contra les dones, molt per sobre del 52% de la mitjana europea. No obstant això, segons l'informe del 2016, només el 13% dels enquestats està d'acord que les relacions sexuals sense consentiment es poden justificar en determinades situacions. Una enquesta del 2019 va trobar que la gran majoria dels danesos són conscients de la gravetat dels abusos domèstics, amb més del 86% dels enquestats que qualifiquen de múltiples formes de violència contra les dones com a «molt greus».

## Daneses pioneres
Llista de pioneres daneses (ordenades cronològicament):
- Johanne Gleerup i Nielsine Nielsen. Primeres estudiants universitàries, 1877.
- Nicoline Møller. Primera dentista, 1888.
- Charlotte Schou i Nielsine Schousen. Primeres farmacèutiques, 1896.
- Agnes Klingberg i Betzy Meyer. Primeres enginyeres, 1897.
- Nina Bang. Primera ministra de Govern, 1924.
- Eva Madsen. Primera alcaldessa, 1950.
- Bodil Begtrup. Primera ambaixadora, 1955.
- Line Bonde. Primera pilot de combat, 2006.[27]
- Sherin Khankan. Primera imam, 2015.[28]
- Lone Træholt. Primera general, 2016.[29]

## Daneses destacades

### Activistes
- Anette Fischer
- Anne Koedt
- Anne Margrethe Bredal
- Annestine Beyer
- Annestine Beyer
- Asmaa Abdol-Hamid
- Astrid Stampe Feddersen
- Bente Clod
- Bente Hansen
- Birgit Brüel
- Birgitte Possing
- Dea Trier Mørch
- Eline Hansen
- Esther Carstensen
- Estrid Hein
- Eva Moltesen
- Frida Schmidt
- Gyrithe Lemche
- Hansine Andræ
- Heidi Mortenson
- Helen Clay Pedersen
- Helga Larsen
- Henni Forchhammer
- Inge Genefke
- Inge Henningsen
- Ingeborg Tolderlund
- Inger Gautier Schmit
- Johanne Münter
- Johanne Rambusch
- Josephine Skriver
- Julie Arenholt
- Karen Johnsen
- Karen Syberg
- Katarina Tomasevski
- Kirstine Frederiksen
- Marie Egeberg
- Marie Hjelmer
- Marie Luplau
- Marie Rovsing
- Mary Steen
- Mary Westenholz
- Mette Frederiksen
- Nielsine Nielsen
- Olga Knudsen
- Pauline Worm
- Selina Juul
- Severine Casse
- Thora Daugaard
- Thora Pedersen
- Trille
- Ulla Dahlerup
- Vibeke Salicath

### Actrius
- Adeline Werligh
- Agnes Rehni
- Asta Hansen
- Asta Nielsen
- Astrid Henning-Jensen
- Astrid Holm
- Astrid Villaume
- Avi Sagild
- Barbara Zatler
- Birgit Brüel
- Clara Schønfeld
- Connie Meiling
- Dina Birte Al-Erhayem
- Dina Rosenmeier
- Ebba Amfeldt
- Ebba Thomse
- Edith Hermansen
- Elga Olga Svendsen
- Emma Leth
- Emma Thomsen
- Eva Gram Schjoldager
- Guri Richter
- Gwili Andre
- Hansine Lund
- Inger Stender
- Jeanne Darville
- Jessica Dinnage
- Jessie Rindom
- Johanne Luise Heiberg
- Johanne Rosing
- Julie Lund
- Kate Mundt
- Katy Valentin
- Kirsten Lindholm
- Kirsten Rolffes
- Linnea Berthelsen
- Lisbet Dahl
- Lisbeth Hummel
- Liva Weel
- Lone Fleming
- Mathilde Norholt
- Merete Van Kamp
- Mette Lisby
- Mette Marie Astrup
- Mette Marie Rose
- Mille Dinesen
- Paprika Steen
- Patricia Schumann
- Paula Illemann Feder
- Utilia Lenkiewitz
- Valda Valkyrien
- Vicki Berlin

### Artesanes
- Elise Konstantin-Hansen
- Eva Louise Buus
- Gerda Henning
- Gertrud Vasegaard
- Hanne Vedel
- Jane Reumert
- Lis Ahlmann
- Louise Hindsgavl
- Margrethe Hald
- Merete Erbou Laurent
- Nathalie Krebs
- Nina Hole
- Suzette Holten
- Ursula Munch-Petersen

### Artistes
- Anna Sarauw
- Anne Marie Carl-Nielsen
- Anne Marie Lütken
- Anne Marie Telmányi
- Astrid Kruse Jensen
- Astrid Noack
- Augusta Dohlmann
- Benedicte Wrensted
- Bente Hammer
- Elisabeth Toubro
- Ella Heide
- Elle Klarskov Jørgensen
- Ellen Krause
- Fanny Garde
- Franciska Clausen
- Franka Rasmussen
- Frederikke Federspiel
- Georgia Skovgaard
- Gerda Wegener
- Gertie Wandel
- Helle-Vibeke Erichsen
- Helvig Kinch
- Henriette Hahn-Brinckmann
- Hermania Neergaard
- Holcha Krake
- Ida Winckler
- Johanne Bindesbøll
- Kim Naver
- Kirsten Christensen
- Kirsten Ortwed
- Kristiane Konstantin-Hansen
- Laura Brun-Pedersen
- Lilian Brøgger
- Liv Hansen
- Lone Høyer Hansen
- Lone Maslocha
- Marianne Grøndahl
- Marie Henriques
- Marie Jeanne Clemens
- Marie Krøyer
- Marie Sandholt
- Marie Vilhelmine Bang
- Mary Steen
- Naja Salto
- Nanna Lysholt Hansen
- Nathalie Krebs
- Nielsine Petersen
- Nina Hole
- Suzette Holten
- Thora Hallager
- Ursula Munch-Petersen
- Vera Myhre

### Ballarines
- Adeline Genée
- Andrea Krætzmer
- Anine Frølich
- Anna Lærkesen
- Anna Tychsen
- Asta Mollerup
- Augusta Nielsen
- Betty Hennings
- Caroline Kellermann
- Charlotte Jørgensen
- Delia Sheppard
- Dinna Bjørn
- Edith von Bonsdorff
- Ellen Price
- Elna Lassen
- Elna Ørnberg
- Else Højgaard
- Emilie Walbom
- Eva Eklund
- Gerda Karstens
- Gitte Lindstrøm
- Gudrun Bojesen
- Hélène Kirsova
- Ida Brun
- Ida Praetorius
- Johanne Rosing
- Johanne Spindler
- Juliette Price
- Karen Taft
- Kirsten Ralov
- Kirsten Simone
- Lis Jeppesen
- Lise la Cour
- Lucile Grahn
- Margot Lander
- Margrethe Schall
- Marie Barch
- Marie Christine Björn
- Mette Bødtcher
- Mette Hønningen
- Mette Ingvartsen
- Mona Vangsaae
- Nini Theilade
- Petrine Fredstrup
- Silja Schandorff
- Sorella Englund
- Susanne Grinder
- Toni Lander
- Ulla Poulsen
- Valborg Borchsenius
- Valda Valkyrien
- Vivi Flindt

### Científiques
- Agnete Seidelin
- Anja Cetti Andersen
- Birgitte Bak-Jensen
- Dorte Juul Jensen
- Dorthe Dahl-Jensen
- Ellen Louise Mertz
- Gerd Grubb
- Henriette Elvang
- Ida Ørskov
- Jenny Hempel
- Jette Baagøe
- Julie Arenholt
- Julie Vinter Hansen
- Kirsten Hastrup
- Kirstine Meyer
- Kirstine Smith
- Lene Hau
- Lone Frank
- Marie Hammer
- Signe Normand
- Sophia Brahe

### Dones de l'Edat mitjana
- Boedil Thurgotsdatter
- Brita Tott
- Cecilia Knutsdatter
- Christina Hvide
- Estrid Svendsdatter
- Gunnhildr Sveinsdóttir
- Gytha Thorkelsdóttir
- Helena Guttormsdotter
- Helena Pedersdatter Strange
- Ingegerd Knutsdatter
- Inger Eriksdotter
- Ingerd Jakobsdatter
- Margaret Fredkulla
- Margaret Sambiria
- Margareta Hasbjörnsdatter
- Mette Dyre
- Sigrid Svendsdatter
- Świętosława
- Thyra
- Tora Torbergsdatter
- Tryggevælde Runestone
- Ulvhild Håkansdotter

### Dones de la Era dels Vikings
- Ann Naddodsdóttir
- Astrid Njalsdotter
- Baugrygr
- Bjaðmunjo Mýrjartaksdóttir
- Bjaðǫk
- Blotstulka
- Cacht ingen Ragnaill
- Edla
- Estrid
- Eyfura
- Freydís Eiríksdóttir
- Gauthildr Algautsdóttir
- Gormlaith ingen Murchada
- Gunnborga
- Gunnhildr Sveinsdóttir
- Gunnor
- Gytha Thorkelsdóttir
- Hildr Hrólfsdóttir
- Ingeborg Tryggvasdotter
- Jórunn skáldmær
- Lagertha
- Máel Muire ingen Amlaíb
- Melkorka
- Ragnhild Eriksdotter
- Ragnhild Sigurdsdotter
- Salbjorg Karadottir
- Signy
- Sigrid the Haughty
- Steinunn Refsdóttir
- Świętosława
- Þurið Þorkilsdóttir
- Webiorg
- Yrsa

### Dones de la resistència danesa durant la Segona Guerra Mundial
- Birte Høeg Brask
- Edith Bonnesen
- Ellen Christensen
- Elsa Gress
- Else Marie Pade
- Gabriele Rohde
- Hedda Lundh
- Jutta Graae
- Karen Aabye
- Kate Fleron
- Lis Mellemgaard
- Lone Maslocha
- Monica Wichfeld
- Petra Petersen
- Varinka Wichfeld Muus

### Escriptores
- Anna Ladegaard
- Anna Louise Stevnhøj
- Bi Skaarup
- Birte Siim
- Bodil Kaalund
- Caroline Fleming
- Christine Stampe
- Christine von Kohl
- Dagmar Freuchen-Gale
- Edele Kruchow
- Elisabeth Møller Jensen
- Ellen Broe
- Ellen Dahl
- Elna Møller
- Friederike Brun
- Gerda Christophersen
- Gerda von Bülow
- Gyrithe Lemche
- Hansine Andræ
- Hedda Lundh
- Henny Glarbo
- Herdis Møllehave
- Ida Falbe-Hansen
- Ida Nyrop Ludvigsen
- Ida Winckler
- Ingeborg Brun
- Johanne Meyer
- Johanne Münter
- Julie Marstrand
- Jutta Graae
- Karen Bramson
- Karen Syberg
- Kate Fleron
- Laura Aller
- Lene Kaaberbøl
- Lene Rachel Andersen
- Lis Mellemgaard
- Lise Lyng Falkenberg
- Lise Nørgaard
- Margrethe Marstrand
- Marianne Larsen
- Marianne Nøhr Larsen
- Marianne Schroll
- Marie Hammer
- Merry Elisabeth Scheel
- Mette Blomsterberg
- Mette Lisby
- Nauja Lynge
- Niviaq Korneliussen
- Pauline Worm
- Pia Arke
- Renée Simonsen

### Esportistes
- Amanda Sørensen
- Anita Christensen
- Birgit Jensen
- Birthe Hansen
- Camilla Sømod
- Caroline Bohé
- Christina Scherwin
- Christina Siggaard
- Ditte Jensen
- Dorthe Wolfsberg
- Else Jacobsen
- Emma Jørgensen
- Erna Rahbek Pedersen
- Gitta Jensen
- Helle Sørensen
- Henriette Engel Hansen
- Hilde Nissen
- Jannie Sand
- Jette Jeppesen
- Julie Hjorth-Hansen
- Julie Kepp Jensen
- Kamilla Sofie Vallin
- Karen Hoff
- Karina Skibby
- Katja Poulsen
- Kirsten Hedegaard Jensen
- Lilli Lentz
- Lily Carlstedt
- Linda Villumsen
- Lisbeth Simper
- Lise Christensen
- Lise Koch
- Louise Hauge
- Louise Laursen
- Louise Mai Jansen
- Maj Howardsen
- Maja Adamsen
- Maja Jager
- Marie Vilmann
- Mette Andersen
- Mette Jacobsen
- Pernille Jensen
- Ragnhild Hveger
- Renata Nielsen
- Rikke Rønholt
- Sarah Mahfoud
- Simone Christensen
- Trine Schmidt

### Historiadores
- Anna Hude
- Bente Scavenius
- Birgitte Possing
- Edele Kruchow
- Elisabeth Munksgaard
- Elise Otté
- Else Roesdahl
- Emilie Andersen
- Karin Hindsbo
- Kirsti Andersen
- Lis Brack-Bernsen
- Lis Jacobsen
- Louise Nyholm Kallestrup
- Monica Ritterband
- Sophia Brahe

### Models
- Agnete Hegelund
- Amalie Bruun
- Amanda Bo Elfving
- Anna Karina
- Anne Lindfjeld
- Barbara Zatler
- Betina Faurbye
- Brigitte Nielsen
- Camilla Sacre-Dallerup
- Caroline Brasch Nielsen
- Caroline Corinth
- Catharina Svensson
- Cecilie Thomsen
- Cecilie Wellemberg
- Christina Mikkelsen
- Dagmar Hansen
- Delia Sheppard
- Eline Eriksen
- Ena Sandra Causevic
- Frederikke Sofie
- Freja Beha Erichsen
- Gitte Hanspal
- Gwili Andre
- Heidi Albertsen
- Helena Christensen
- Helena Heuser
- Ibi Makienok
- Ina Skriver
- Jeanette Dyrkjær
- Josefine Hewitt
- Josephine Skriver
- Katja Stokholm
- Kirstin Liljegren
- Linse Kessler
- Malena Belafonte
- Malene Espensen
- Maria Gregersen
- Masha Lund
- May Andersen
- Merete Van Kamp
- Mia Rosing
- Nadja Bender
- Nina Agdal
- Nina Marker
- Renée Simonsen
- Rie Rasmussen
- Sarah Grünewald
- Sisse Marie
- Stephanie Corneliussen
- Tania Strecker
- Ulrikke Høyer
- Žaklina Šojić

### Pianistes
- Agnes Adler
- Amalie Malling
- Anne Øland
- Assia Zlatkowa
- Catharine Wernicke
- Dagmar Borup
- Elisabeth Klein
- Elisabeth Westenholz
- Esther Vagning
- France Ellegaard
- Galina Werschenska
- Helene Blum
- Johanne Stockmarr
- Karoline Hausted
- Katrine Gislinge
- Makiko Hirabayashi
- Margaret Hamerik
- Maria Kannegaard

### Polítiques
- Aleqa Hammond
- Ane Halsboe-Jørgensen
- Benedikte Kiær
- Bente Hansen
- Camma Larsen-Ledet
- Carina Christensen
- Christine Antorini
- Elisa Petersen
- Elsebeth Gerner Nielsen
- Erna Sørensen
- Eva Kjer Hansen
- Gitte Lillelund Bech
- Helga Larsen
- Helle Thorning-Schmidt
- Henriette Kjær
- Ida Auken
- Inger Gautier Schmit
- Inger Støjberg
- Julie Arenholt
- Jytte Andersen
- Karen Ankersted
- Karen Jespersen
- Karina Adsbøl
- Kirsten Brosbøl
- Lea Wermelin
- Lene Espersen
- Line Barfod
- Linea Søgaard-Lidell
- Lotte Bundsgaard
- Marie Christensen
- Marie Hjelmer
- Marie-Sophie Nielsen
- Mette Abildgaard
- Mette Frederiksen
- Nielsine Nielsen
- Olga Knudsen
- Özlem Cekic
- Pernille Skipper
- Pernille Vermund
- Petra Petersen
- Pia Adelsteen
- Pia Christmas-Møller
- Pia Kjærsgaard
- Pia Olsen Dyhr
- Ruth Kristiansen
- Sara Olsvig
- Sophie Løhde
- Thyra Frank
- Trine Bramsen
- Ulla Dahlerup
- Yvonne Herløv Andersen
- Zenia Stampe